# Atenizus hylaeanus
Atenizus hylaeanus là một loài bọ cánh cứng trong họ Cerambycidae.